# Rabo Saminou
Rabo Kabara Saminou Gado (* 23. Mai 1986 in Agadez) ist ein nigrischer ehemaliger Fußballtorhüter.

## Laufbahn
Saminou begann seine Karriere 2004 beim nigrischen Verein Sahel SC. 2007 wechselte er zum nigerianischen Verein FC Enyimba. 2010 ging er für ein halbes Jahr zu Cotonsport Garoua, ehe er im Sommer 2010 von FAR Rabat aus Marokko verpflichtet wurde. Seit 2011 spielt er wieder für Sahel SC. Für die nigrische Fußballnationalmannschaft bestritt er seit 2006 mindestens 23 Länderspiele.